# Leeds Force
Los Leeds Force fue un equipo de baloncesto inglés que competía en la British Basketball League, la primera división del país. Tenía su sede en Leeds y disputaba sus partidos en el Carnegie Sports Centre, que tiene un aforo para 750 espectadores.

## Historia
El club surgió en 2006 de una colaboración entre la Universidad Metropolitana de Leeds y Leeds-North East School Sports. El equipo adoptó el nombre de Leeds Carnegie, en referencia al Carnegie College, que forma parte del departamento de deportes de la universidad.
Comenzaron su andadura en la División 4 de la English Basketball League, la quinta categoría del país, y en tres temporadas estaban ya jugando en la División 1. Tras ocho años en categorías menores, finalmente en 2013 fueron admitidos como la última franquicia en incorporarse a la British Basketball League, acabando undécimos en su primera participación en la liga, con 9 victorias y 27 derrotas.
El cñub anunció su displución el 11 de junio de 2018.

## Temporadas
| Temporada      | División       | Grado | Temporada regular | Temporada regular | Temporada regular | Temporada regular | Temporada regular | Temporada regular | Postemporada                                             | Trofeo                | Copa                  | Entrenador   |
| Temporada      | División       | Grado | Final             | P. jugados        | Ganados           | Perdidos          | Puntos            | % victorias       | Postemporada                                             | Trofeo                | Copa                  | Entrenador   |
| -------------- | -------------- | ----- | ----------------- | ----------------- | ----------------- | ----------------- | ----------------- | ----------------- | -------------------------------------------------------- | --------------------- | --------------------- | ------------ |
| Leeds Carnegie |                |       |                   |                   |                   |                   |                   |                   |                                                          |                       |                       |              |
| 2006–2007      | EBL Div. 4 (N) | V     | 1º                | 14                | 12                | 2                 | 24                | 0.857             | Pierde en Cuartos de final ante London Mets, 75–82       | Campeones (NS)        | 1ª ronda (NC)         | Matt Newby   |
| 2007–2008      | EBL Div. 3 (N) | IV    | 1º                | 20                | 17                | 3                 | 34                | 0.850             | Campeones ante Sheffield Saints, 63–57                   | Cuartos de final (NS) | 3ª ronda (NC)         | Matt Newby   |
| 2008–2009      | EBL Div. 2     | III   | 1º                | 22                | 18                | 4                 | 36                | 0.818             | Pierden final ante Team Northumbria, 64–84               | Campeones(PC)         | Semifinales (NC)      | Matt Newby   |
| 2009–2010      | EBL Div. 1     | II    | 3º                | 22                | 16                | 6                 | 32                | 0.727             | Pierden en Cuartos de final ante London Mets, 81–92      | Cuartos de final (NT) | 2ª ronda (NC)         | Matt Newby   |
| 2010–2011      | EBL Div. 1     | II    | 4º                | 18                | 10                | 8                 | 20                | 0.556             | Pierden final ante Reading Rockets, 63–88                | Finalista (NT)        | Cuartos de final (NC) | Matt Newby   |
| 2011–2012      | EBL Div. 1     | II    | 10º               | 24                | 10                | 14                | 20                | 0.417             | No clasificó                                             | Cuartos de final (NT) | 3ª ronda (NC)         | Matt Newby   |
| 2012–2013      | EBL Div. 1     | II    | 6º                | 26                | 16                | 10                | 32                | 0.615             | Pierden en Cuartos de final ante Team Northumbria, 77–58 | 1ª ronda (NT)         | Campeones (NC)        | Matt Newby   |
| 2013–2014      | EBL Div. 1     | II    | 6º                | 26                | 15                | 11                | 30                | 0.577             | Campeones, ante Reading Rockets, 71–65                   | Cuartos de final (NT) | Cuartos de final (NC) | Matt Newby   |
| Leeds Force    |                |       |                   |                   |                   |                   |                   |                   |                                                          |                       |                       |              |
| 2014–2015      | BBL            | I     | 11º               | 36                | 9                 | 27                | 18                | 0.250             | No clasificado                                           | 1ª ronda (BT)         | Cuartos de final (BC) | Matt Newby   |
| 2015–2016      | BBL            | I     | 8º                | 33                | 14                | 19                | 28                | 0.424             | Cuartos de final, pierde con Leicester Riders            | 1ª ronda (BT)         | 1ª ronda (BC)         | Matt Newby   |
| 2016–2017      | BBL            | I     | 11º               | 33                | 8                 | 25                | 16                | 0.242             | No clasificado                                           | 1ª ronda (BT)         | 1ª ronda (BC)         | Matt Newby   |
| 2017–2018      | BBL            | I     |                   |                   |                   |                   |                   |                   |                                                          | (BT)                  | (BC)                  | Mika Turunen |